# Ло Спанья
Джованни ди Пьетро, прозванный Ло Спа́нья (итал. Lo Spagna — Испанец; ок. 1470—1528) — итальянский живописец испанского происхождения эпохи Высокого Возрождения умбрийской школы. Работал в центральной Италии. После Рафаэля был главным учеником и последователем умбрийского художника Пьетро Перуджино. По прозванию «Спанья» известны и другие итальянские художники. Джованни ди Пьетро Спанья следует также отличать от Пьетро ди Джованни д’Амброджо из Сиены.

## Биография
Дата и место рождения художника неизвестны, предполагается, что он выходец из Испании либо родился в Италии в семье испанского происхождения, откуда получил своё прозвище. В 1470 году он жил и работал в Перудже, а затем переехал во Флоренцию и был принят в мастерскую Пьетро Перуджино, где обучался вместе с Рафаэлем. Впоследствии он много работал в разных городах Италии и в 1516 году стал гражданином Сполето, где женился на Сантине Марторелли. В 1517 году избран в старшины городской Гильдии живописцев и ювелиров (Capitano delle Arti dei Pittori e degli Orefici). Скончался в 1528 году во время эпидемии чумы. У Ло Спаньи были ученики и последователи, из которых наиболее известен Бернардино Кампилиус.

## Произведения художника
Джованни ди Пьетро в основном работал в области монументальной росписи, сохранились фрески апсиды и двух капелл его работы в церкви Сан-Джакомо и в Палаццо Публико в Сполето (1513). Известна также алтарная картина «Мадонна на троне» (1516) и фрески в капелле св. Стефана в нижней церкви Санта-Мария-дельи-Анджели в Ассизи, фрески хора в церкви Сан-Джакомо в Фолиньо с композицией «Коронование Марии».
В произведениях Ло Спаньи заметно влияние Рафаэля и Перуджино, поэтому некоторые из его картин приписывались либо Рафаэлю, либо Перуджино. Так знаменитая алтарная картина «Бракосочетание Марии», или «Lo Sposalizio» (итал. sposalizio — бракосочетание), ныне хранится в музее в Кане, ранее приписываемая Перуджино, теперь приписывается Ло Спанья. Фрагменты фресок, представляющих Аполлона и Девять муз, хранятся в Капитолийских музеях в Риме.
В музеях работы этого художника немногочисленны. В Берлинской картинной галерее находится «Поклонение волхвов», в Лондонской национальной галерее — «Моление в Гефсиманском саду», в парижском Лувре — «Поклонение пастухов», в Пинакотеке Ватикана — повторение этой картины. В Санкт-петербургском Эрмитаже хранится небольшой образ «Мадонны с Младенцем».

## Галерея
- Maдонна с Младенцем. Деталь фрески в церкви Сант-Ансано, Сполето
- Моление в саду (Моление о чаше). Между 1500 и 1505 гг. Лондонская национальная галерея
- Святая Екатерина Сиенская. Между 1510 и 1515 гг. Чикагский институт искусств
- Святой Иероним в пустыне. 1520-е гг. Дерево, масло. Лувр, Париж
- Мадонна с Младенцем. Ок. 1515 г. Дерево, темпера. Государственный Эрмитаж, Санкт-Петербург
- Мадонна с Младенцем, Николаем Толентинским и Екатериной Сиенской. Дерево, масло. 1510-е гг. Национальная галерея Ирландии, Дублин
- Рождество (Поклонение пастухов). Дерево,темпера. Пинакотека, Ватикан